# Матвієнко Костянтин Степанович
Костянти́н Степа́нович Матвіє́нко (*6 лютого 1965, Київ) — український письменник, публіцист, політичний оглядач та громадський діяч.

## Життєпис

### Освіта
- 1989 — Київський політехнічний інститут.
- 1993 — Інститут державного управління при Кабінеті Міністрів України, нині Національна академія державного управління при Президентові України.[1]

### Кар'єра
Після закінчення КПІ, у 1990 році став депутатом Київської міської ради у 25 років.
З 1994 року обіймав посаду начальника управління зовнішніх зв'язків Міністерства культури. З 1999-го по 2002 рік працював консультантом депутата Михайла Сироти.
У 2002 році зайняв посаду головного консультанта комітету Верховної Ради з питань державного будівництва та місцевого самоврядування.
З 2006 по 2007 роки був радником голови правління Ощадбанку.
Спільно з Сергієм Дацюком, професійним філософом, Матвієнко створив корпорацію «Гардарика», яка надає послуги в сфері економічного і суспільно-політичного консалтингу.
З 2020 року веде авторську програму «Таким чином» на Апостроф TV.

## Творчість

### Серія «Крізь брами українських часів»
За зізнанням автора, першу книжку він почав писати під час роботи у Верховній Раді в Комітеті з питань державного будівництва та місцевого самоврядування:
|  | Робота була цікава, але нескладна і не забирала у мене багато часу, отже, я частину робочого часу, прямо скажемо, за рахунок платників податків, присвячував тому, що писав книжку. |

У результаті Костянтин Матвієнко створив цикл з чотирьох романів в жанрі урбаністичного фентезі, який отримав назву «Крізь брами українських часів»: «Час настав» (2008, 2011), «Гроза над Славутичем» (2009), «Багряні крила» (2010), та «Добрий шлях» (2011). Протагоністами у романах серії виступають Аскольд Четвертинський, Лахудрик Пенатій, та  Андрій Первозваний.
Одна з особливостей книг Матвієнка — це пізнавальність. Автор визначив жанр своєї першої книги як «соціо-політичне фентезі».
Приводом для вибору такого жанру та написання першої книги, за словами автора, слугував незадоволений попит на історичну інформацію про Україну серед молоді, а також прагнення читачів до пригод і фантастики.
Нині цикл романів «Крізь брами українських часів» тимчасово призупинений і Матвієнко працює над іншими книгами.

## Вибрані твори
Серія книг «Крізь брами українських часів»
1. «Час настав» («Теза», 2008, 2011);
2. «Гроза над Славутичем» («Теза», 2009);
3. «Багряні крила» («Теза», 2010);
4. «Добрий шлях» («Теза», 2011).

Поза-серійні романи
1. «Відлуння у брамі» (Наш формат 2013);
2. «Білий замок на чорній скелі» (Юстініан, 2016);
3. «Консультант, окупант і гарант» (аудіокнига, 2017).

## Відзнаки
- 2009 — роман «Час настав» переміг у номінації «Книга, яку варто читати» на першому «Форумі видавців — дітям».[3]
- 2010 — роман «Гроза над Славутичем» було визнано однією з чотирьох «Найкращих книг України» на другому «Форумі видавців — дітям».[4]

## Зауваги
1. ↑  Примітка: у творах Матвієнка епізодично трапляються репліки написані російською, зокрема у прямій мові російськомовних персонажів

## Вибрані публікації
- Всі публикаціі автора: Константин Матвиенко // © izvestia.kiev.ua
- Что может Украина дать Европе и всему миру? Интервью с политологом Константином Матвиенко (рос.) // © 2000-2013, Кореспондент, 25 червня 2013, video (6:15) 118.57Mb
- Допомогти Росії [Архівовано 21 вересня 2013 у Wayback Machine.] (рос. Помочь России) // для УП, 18 вересня 2013